# Adolf Sturmthal
Adolf Sturmthal (geboren 10. September 1903 in Wien, Österreich-Ungarn; gestorben 11. Juni 1986 in Avon, Connecticut) war ein amerikanischer Politologe, Soziologe und Publizist österreichischer Herkunft.

## Leben
Sturmthal wurde 1925 an der Universität Wien in Politischer Wissenschaft promoviert und war anschließend als Mitarbeiter Friedrich Adlers für die österreichische Sozialdemokratie aktiv. Er war Vorsitzender der Österreichischen Vereinigung sozialdemokratischer Studenten und Akademiker. 1934 wurde er vom austrofaschistischen Dollfuß-Regime ausgebürgert und leitete von Zürich aus die Flüchtlingshilfe für deutsche und österreichische Emigranten. Als er 1936 von der kantonalen Polizei wegen „Missbrauchs Schweizer Pässe“ verfolgt wurde, wanderte er über Belgien und Großbritannien in die USA aus, die er 1938 erreichte. Dort lehrte er an verschiedenen Universitäten Politikwissenschaft (insbesondere im Themenfeld Internationale Beziehungen), unter anderem auch an der Roosevelt University in Chicago. Seit 1960 war er Professor für Arbeits- und Industriesoziologie an der University of Illinois.
In seinem Hauptwerk über den Niedergang der europäischen Arbeiterbewegung (The tragedy of European labor) thematisierte Sturmthal deren realitätsferne „Umsturzmythologie“, die auch noch gepflegt worden sei, als es gegolten hätte, den bürgerlichen Staat zu verteidigen.

## Schriften (Auswahl)
- Die große Krise, Zürich: Verl. Oprecht, 1937
- A survey of literature on postwar reconstruction, New York: New York Univ., 1943.
- The tragedy of European labor, New York: Columbia Univ. Press, 1943 (1944 auch in Großbritannien erschienen, 1945 übersetzt ins Spanische und Hebräische)
- Portrait der amerikanischen Gewerkschaften, Wien: Verl. d. Wiener Volksbuchh., 1950.